# La Ribera

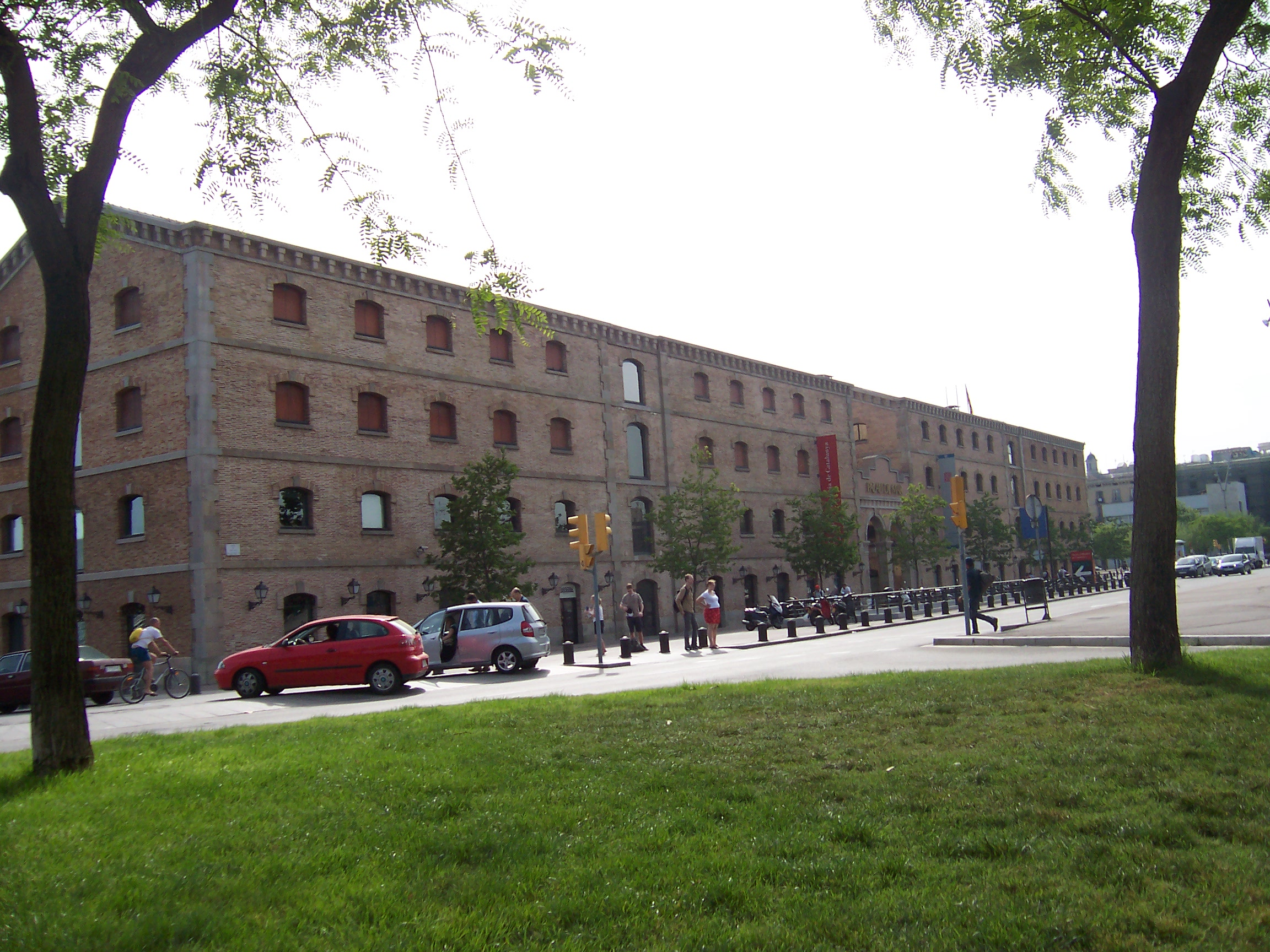
Palau del Mar mieszczący obecnie Muzeum Historii Katalonii

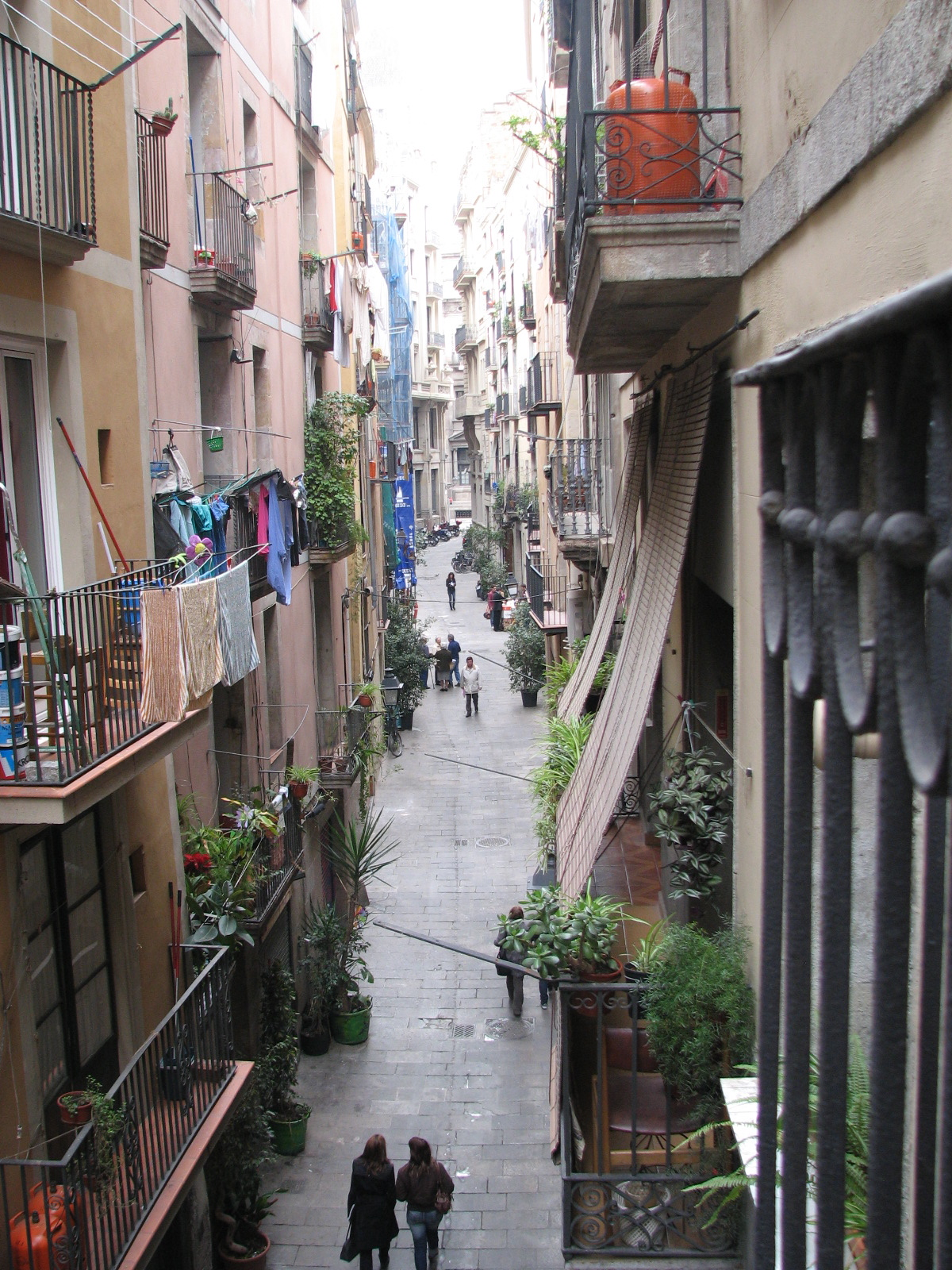
Carrier dels Agullers, typowa uliczka La Ribery

 La Ribera  (kat. brzeg morski) – dzielnica wchodząca w skład Starego Miasta w Barcelonie. Jej nazwa odnosi się do dawnego położenia dzielnicy, która znajdowała się bezpośrednio na wybrzeżu. 
La Ribera powstała w średniowieczu i to z tego okresu pochodzi większość tamtejszej architektury mieszkalnej, jak i typowy dla tamtej epoki układ urbanistyczny z wąskimi, krętymi uliczkami. W wiekach XIII-XV była to jedna z najpiękniejszych i najzamożniejszych dzielnic miasta. Straciła swoje znaczenie w XVI wieku. Po hiszpańskiej wojnie sukcesyjnej część dzielnicy (około jednej czwartej) została zburzona, a na jej miejscu wybudowana cytadela. Miała być to kara dla pokonanego miasta. Poważnie zmieniono też najbliższe otoczenie cytadeli, przecinając dzielnicę szerokim pasażem. Cytadela została zburzona w XIX wieku, dziś na jej miejscu znajduje się Parc de la Ciutadella. 
Dziś część La Ribery znana pod nazwą El Born, to jedna z modniejszych dzielnic Barcelony, z licznymi drogimi lokalami gastronomicznymi i sklepami.
Najważniejsze zabytki dzielnicy, poza zespołem zabudowy mieszkalnej, to:
- kościół Santa Maria del Mar
- Morowy Cmentarz (Fossar de les Moreres)
- dawna hala targowa Mercat del Born
- pałace wzniesione przez zamożnych kupców, położone przy Carrer de Montcada – obecnie znajdują się w nich głównie muzea (Muzeum Picassa (Museu Picasso), Museu Barbier-Mueller d’Art Precolombí, Museu Tèxtil i d'Indumentària).